# Marguerite Durand
Marguerite Durand (24 de enero de 1864-16 de marzo de 1936) fue una actriz de teatro, periodista y sufragista francesa. 

## Primeros años
Nacida en el seno de una familia de clase media, Marguerite Durand estudió en el convento católico des Dames Trinitaires, recibió una educación religiosa tradicional de las jóvenes burguesas de su época. Después de completar sus estudios primarios, entró en el Conservatorio de París y más tarde se unió a la Comédie-Française optando así inicialmente por una carrera teatral. Debutó en 1882 con una comedia de Alexandre Dumas y consiguió ser aclamada por el público, su carrera teatral duró diez años destacando su interpretación en las obras de Molière (ella será Henriete en Les Femmes Savantes, Elise en L'Avare o Junie en Britanicus y obtuvo un gran éxito con Honnêtes Femmes de Henri Becque.

## Carrera
En 1888, abandonó su carrera teatral para casarse con un joven abogado, Georges Laguerre. Su esposo, amigo y seguidor del general con ambiciones políticas Georges Boulanger, la introdujo en el mundo de la política radical y la alentó para que escribirse panfletos sobre el movimiento de los "Boulangistas". Sin embargo, en 1891 la pareja se separó y Durand aceptó un empleo como escritora en Le Figaro, el periódico más vendido de la época. En 1896, los editores la enviaron a cubrir el Congrès Féministe International (Congreso Feminista Internacional) para que escribiera un artículo humorístico. Pese a las intenciones de los editores, Durand volvió del evento muy cambiada, y al año siguiente, el 9 de diciembre de 1897, fundó un periódico feminista, La Fronde, sucesor de La Citoyenne de Hubertine Auclert.

### La Fronde
El periódico de Durand, dirigido, administrado, editado, escrito y elaborado por mujeres en su totalidad, era un periódico de información y cultural de edición diaria que abarcaba dos grandes temas política y literatura. Fundamentalmente defendía los derechos de la mujer y asumía las reivindicaciones específicamente feministas, sus principales temas de acción eran la educación y el trabajo de las mujeres. Por ejemplo, solicitaba la admisión de la mujer en el Colegio de abogados y en la École des Beaux-Arts. También era tribuna de la clase trabajadora publicando colaboraciones de algunas mujeres representantes del movimiento obrero. Luchadora infatigable, al frente de La Fronde Durand hizo campañas por la igualdad en derechos civiles: el reconocimiento de los derechos de la mujer casada que era considerada inferior en el Código Civil, la "libre maternidad", el reconocimiento de la paternidad entonces prohibida por el Código Civil y la abolición de la reglamentación de la prostitución.
El periódico fue muy combativo con el famoso Caso Dreyfus, publicando el 14 de enero de 1898 el artículo de M. Emile Zola «J'accuse...!».
Entre las numerosas colaboradoras de La Fronde se encuentran figuras clave del feminismo francés y periodistas de la época como Clémence Royer (1830-1902), María Pognon (1844-1925), Madame Vincent (1841-1914), Nelly Roussel (1878-1922), Aline Valette (1850-1899), Hubertine Auclert, María Vérone (1874-1938), Avril de Sainte-Croi (1855-1939), Marie Maugueret (1844-1928), Pauline Kergomand (1838-1925), Andrée Téry, Dorothea Klumpke, Clotilde Dissard, Mathilde Meliot, Blanche Galien, Hélène Sée, Odette Laguerre, Claire de Pratz y Jane Misme.
El periódico atravesó problemas financieros y tuvo que cambiar la periodicidad de la rotativa hasta 1905 año en que desaparecería definitivamente coincidiendo con la muerte de su principal agente financiero y valedor Alphonse James de Rothschild.

### Otros proyectos
En 1903, lanzó otro proyecto periodístico formando parte del Consejo de administración, junto a Henry Bérenger, futuro senador y ministro y Victor Charbonell, sacerdote excomulgado. L'Action, periódico diario, anticlerical y socialista, contó con numerosos colaboradores entre los que destacaron Octave Mirbeau, Laurent Tailhade, Ferdinand Buisson,  Aristide Briand... y otras colaboradoras de La Fronde como Nelly Roussel, Odette Laguerre, Andrée Téry y Hélène Sée. Pronto surgirían problemas financieros y la experiencia sería de corta duración.
Además, en sus editoriales demandaban que se permitiera que las mujeres recibieran por méritos la Legión de Honor y que participaran en los debates parlamentarios. En la Exposición Universal de París, en el año 1900, organizó el Congreso por los Derechos de la Mujer que presidió su amiga Clémence Royer (1830-1902).Además de establecer una residencia de verano para las periodistas femeninas en Pierrefonds, en la región de Picardía, en esa década Durand comenzó a luchar por los derechos de las mujeres trabajadoras y ayudó a organizar varios sindicatos.
Trabajó en un proyecto para crear la Oficina de trabajo femenino, como órgano adjunto al Ministerio de Trabajo para estudiar las condiciones de trabajo de las mujeres. En enero de 1907 este proyecto fue defendido ante el parlamento. También lo defendería preparando el Congrès du travail femenin del 25 al 28 de marzo de 1907 en el Grand Orient de France. Para su satisfacción pocos meses después del congreso, se aprobó la ley 13 de 1907, que otorga a la mujer casada el derecho a disponer de su salario.
Al año siguiente participó en el Congrès national pour le droit civils et le suffrage des femmes donde volvería a retomar los problemas de la falta de reglamentación de la igualdad de salarios y la evaluación del trabajo doméstico.
En 1909, participa en la creación de un nuevo periódico Les Nouvelles. 

### Candidata a las elecciones
Se implica de manera especial en la campaña en defensa del voto de las mujeres reivindicando el derecho de a ser elegidas y a elegir. Lanza la idea de organizar candidaturas femeninas en las elecciones legislativas del 24 de abril de 1910 y se presenta en el IXe arrondissement de Paris, pero su candidatura es rechazada por el prefecto de París. 
En 1914 La Fronde reaparece con varios números, entre el 17 de agosto y el 3 de septiembre. Aunque considera que el feminismo y el pacifismo están estrechamente ligados Durant incita a las mujeres a participar en el esfuerzo de la guerra, expresando su esperanza de que las responsabilidades asumidas por las mujeres en ausencia de los hombres que están en el frente, permitirán beneficiarse de nuevos derechos. Su decepción llega con el armisticio. Decepción también en relación con el reconocimiento del derecho para las mujeres a decidir libremente su maternidad: aborto y propaganda sobre anticonceptivos son prohibidos por la ley del 31 de julio de 1920.
De mayo de 1926 a julio de 1928 relanza de nuevo La Fronde que ya no es un proyecto exclusivo de mujeres (la redacción es mixta) y es portavoz del Partido Republicano Socialista al que ella se adhiere. 
En 1927 intentó de nuevo su entrada en política presentándose a las elecciones municipales de 1927 con el Partido Republicano-Socialista.

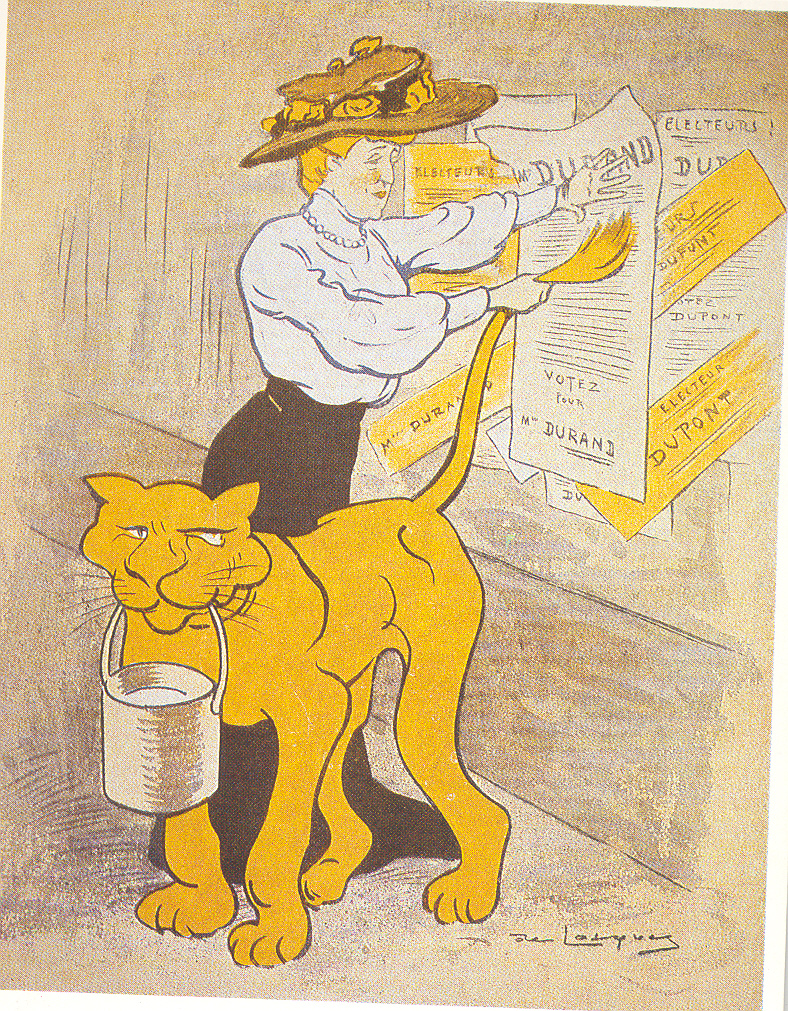
Marguerite Durand, candidata a las elecciones en 1910. Caricatura de Daniel Thourounde de Losques publicada en la revista Fantasio, el 1 de abril de 1910, en la que vemos a Durand encolando los pósteres electorales sirviéndole de pincel la punta de la cola de su leona, que también la ayuda sujetándole el cubo de cola por la boca.

Durand fue, por otro lado, un personaje notablemente extravagante conocida por pasearse por los parques de París acompañada por su mascota, una leona llamada "Tiger". Colaboró en el establecimiento del zoológico Cimetière des Chiens en el suburbio parisino de Asnières-sur-Seine, donde finalmente debió llevar a su leona.

## Legado
Su activismo elevó el perfil del feminismo en Francia y en el resto de Europa a un nivel de respetabilidad sin precedentes. A lo largo de su carrera, compiló una colección enorme de documentos que finalmente donó al Consejo municipal de la villa de París en 1931. Al año siguiente, en París fue inaugurada una biblioteca con su nombre, la Bibliothèque Marguerite Durand, creando así la primera "Oficina de documentación feminista" francesa. Ella sería la directora de la biblioteca hasta su muerte en 1936.